# Joseph Swan
Sir Joseph Wilson Swan (n. 31 octombrie 1828, Sunderland, Anglia, Regatul Unit al Marii Britanii și Irlandei – d. 27 mai 1914, Surrey, Anglia, Regatul Unit al Marii Britanii și Irlandei) a fost un fizician și chimist britanic.
Este considerat unul dintre inventatorii lămpii cu incandescență, invenție pe care a prezentat-o în fața Societății Literar-Filozofice din Newcastle upon Tyne la 18 decembrie 1878, dar a patentat-o doi ani mai târziu, la 27 noiembrie 1880.
Locuința sa, din Gateshead, a fost prima casă din lume ce a beneficiat de o astfel de sursă de iluminat, iar prima clădire publică iluminată cu ajutorul invenției sale a fost Teatrul Savoy din City of Westminster.
În 1904 a primit Hughes Medal din partea Royal Society, iar în 1881 a primit din partea Franței decorația Legiunea de onoare.